# Жабце
Жабце (пол. Żabce) — деревня в Бяльском повете Люблинского воеводства Польши. Входит в состав гмины Мендзыжец-Подляски. По данным переписи 2011 года, в деревне проживало 485 человек.

## География
Деревня расположена на востоке Польши, на расстоянии приблизительно 29 километров к западу от города Бяла-Подляска, административного центра повета. Абсолютная высота — 156 метров над уровнем моря. Через населённый пункт проходит национальная автодорога 2.

## История
По данным на 1827 год имелся 41 двор и проживало 206 человек. Согласно «Справочной книжке Седлецкой губернии на 1875 год» деревня входила в состав гмины Тлусцец Радинского уезда Седлецкой губернии.
В 1975—1998 годах деревня входила в состав Бяльскоподляского воеводства.

## Население
Демографическая структура по состоянию на 31 марта 2011 года:
|         | Всего | До трудоспособного возраста | Трудоспособного возраста | Старше трудоспособного возраста |
| ------- | ----- | --------------------------- | ------------------------ | ------------------------------- |
| Мужчины | 255   | 76                          | 158                      | 21                              |
| Женщины | 230   | 58                          | 129                      | 43                              |
| Всего   | 485   | 134                         | 287                      | 64                              |

## Достопримечательности
- Каплица (капелла) во имя св. Андрея Боболи, 1858 г.